# ザック・イディー
ザックリー・チェイン・イディー（Zachry Cheyne Edey, 2002年5月14日 - ）は、カナダのオンタリオ州トロント出身のプロバスケットボール選手。NBAのメンフィス・グリズリーズに所属している。ポジションはセンター。

## 経歴

### 生い立ち
トロントにて、カナダ人（白人）の父と中国系カナダ人の母の間に生まれる。バスケの他に野球やアイスホッケーをして育った。

### ハイスクール
地元のリーサイド高等学校で2年間プレーした後にアメリカ合衆国へ渡り、IMGアカデミーへ転校した。当初は控えだったが、コーチのダニエル・サンティアゴから毎日マンツーマンで指導を受け、1年後には先発へ昇格した。
ESPNなどの主要サイトから3つ星評価を受けた。学年変更して卒業を1年早め、パデュー大学へ進学した。

### カレッジ
1年目の2020-21シーズン開幕時点で身長は224cmであり、ビッグ10カンファレンスの歴代最長記録を更新した。2021年3月2日のウィスコンシン大学戦でシーズンハイの21得点を記録した。シーズンでは平均8.7得点、4.4リバウンドを記録し、ビッグ10のオールフレッシュマンチームに選出された。
2021-22シーズンから先発に定着し、平均14.3得点、7.7リバウンド、1.2ブロックを記録。オールビッグ10セカンドチームに選出された。
2022-23シーズン、2022年12月17日の試合で大学通算1000得点・100ブロックに到達した。シーズンでは平均22.3得点、12.9リバウンド、2.1ブロックを記録。カレッジバスケットボールの最優秀選手賞を総なめにし、コンセンサス全米カレッジ最優秀選手に輝いた。シーズン終了後に2023年のNBAドラフトへアーリーエントリーしたが、後に撤回して大学に残留した。
2023-24シーズン、2024年1月5日の試合にて、パデュー大学の選手ではジョー・バリー・キャロルに次いで歴代2人目となる通算1000リバウンドに到達した。28日のラトガース大学戦で通算2000得点に到達。ビッグ10カンファレンスでは史上6人目となる通算2000得点・1000リバウンドを記録した選手となった。2月4日のウィスコンシン大学戦で74試合連続の2桁得点、通算55回目のダブル・ダブルを記録し、いずれも大学記録を更新した。また、この試合で通算200ブロックに到達した。

### メンフィス・グリズリーズ
NBAドラフトにて1巡目全体9位でメンフィス・グリズリーズから指名され、7月6日にグリズリーズとのルーキー契約に合意した。10月23日のユタ・ジャズ戦でNBAデビューを果たして5得点、5リバウンドを記録したものの、約14分の出場でファウルアウトしてしまい、NBAデビュー戦で15分以内にファウルアウトした史上初の選手となった。

## 代表歴
2021年のFIBA U19ワールドカップにカナダ代表で出場し、平均14.1得点、2.3ブロックを記録してオールトーナメントチームに選出された。
2022年5月24日に、今後3年間カナダ代表のトップチームでプレーすることに合意した。
2023年のFIBAワールドカップにて、大学生で唯一カナダ代表に選出された。同大会でベスト8に進出し、チームは2024年のパリオリンピックへの出場を決めた。最終的に3位で大会を終え、カナダ代表としては1936年のベルリンオリンピック以来となるメジャーな国際大会でのメダル獲得となった。

## 個人成績

### NBA

#### レギュラーシーズン
| シーズン | チーム | GP | GS | MPG  | FG%  | 3P%  | FT%  | RPG | APG | SPG | BPG | PPG |
| -------- | ------ | -- | -- | ---- | ---- | ---- | ---- | --- | --- | --- | --- | --- |
| 2024–25  | MEM    | 66 | 55 | 21.5 | .580 | .346 | .709 | 8.3 | 1.0 | .5  | 1.3 | 9.2 |
| 通算     | 通算   | 66 | 55 | 21.5 | .580 | .346 | .709 | 8.3 | 1.0 | .5  | 1.3 | 9.2 |

#### プレーオフ
| シーズン | チーム | GP | GS | MPG  | FG%  | 3P% | FT%  | RPG | APG | SPG | BPG | PPG |
| -------- | ------ | -- | -- | ---- | ---- | --- | ---- | --- | --- | --- | --- | --- |
| 2025     | MEM    | 4  | 4  | 27.0 | .667 | —   | .714 | 7.8 | 1.8 | .0  | 2.5 | 6.3 |
| 通算     | 通算   | 4  | 4  | 27.0 | .667 | —   | .714 | 7.8 | 1.8 | .0  | 2.5 | 6.3 |

### カレッジ
| シーズン | チーム   | GP  | GS  | MPG  | FG%  | 3P%  | FT%  | RPG  | APG | SPG | BPG | PPG  |
| -------- | -------- | --- | --- | ---- | ---- | ---- | ---- | ---- | --- | --- | --- | ---- |
| 2020–21  | パデュー | 28  | 2   | 14.7 | .597 | —    | .714 | 4.4  | .4  | .1  | 1.1 | 8.7  |
| 2021–22  | パデュー | 37  | 33  | 19.0 | .648 | —    | .649 | 7.7  | 1.2 | .2  | 1.2 | 14.4 |
| 2022–23  | パデュー | 34  | 34  | 31.7 | .607 | —    | .734 | 12.9 | 1.5 | .2  | 2.1 | 22.3 |
| 2023–24  | パデュー | 39  | 39  | 32.0 | .623 | .500 | .711 | 12.2 | 2.0 | .3  | 2.2 | 25.2 |
| 通算     | 通算     | 138 | 108 | 24.9 | .621 | .500 | .706 | 9.6  | 1.3 | .2  | 1.7 | 18.2 |